# National Endowment for the Arts
Het National Endowment for the Arts (NEA) is een staatsschenking in de Verenigde Staten, opgericht in 1965 als onderdeel van de Great Society ter bevordering van kunst en cultuur, gevestigd in Washington D.C. De huidige voorzitter is Rocco Landesman.

## Geschiedenis
De NEA is de enige door de staat gerunde culturele financieringsinstelling in de Verenigde Staten op federaal niveau, die probeert jonge kunstenaars te helpen met beurzen of om gedurende een beperkte periode bepaalde projecten te ondersteunen. Het jaarlijkse budget van de NEA bedraagt ongeveer 120 miljoen dollar. Meerdere keren kreeg de NEA zware kritiek van bepaalde bevolkingsgroepen toen de NEA (en dus met belastinggeld) kunstenaars steunde wiens kunst als godslasterlijk werd beschouwd (zoals in de zaken Andres Serrano en Robert Clark Young) of obsceen (zoals in de zaak Robert Mapplethorpe)) werd bekeken. De stichting is gevestigd in het Old Post Office Pavilion in Washington D.C., dat werd omgedoopt tot het Nancy Hanks Centre ter ere van de eerste vrouwelijke voorzitter van de NEA. De zusterstichting van de NEA is de NEH, de National Endowment for the Humanities ter bevordering van de geesteswetenschappen. Jaarlijks kent het de NEA Jazz Masters Fellowships, een soort beurs, toe aan jazzmuzikanten. Tussen 1985 en 2002 was er een Seaver/National Endowment for the Arts Conductors Award, die onder meer werd gesponsord door de Juilliard School in New York.